# Caridina rubella
Caridina rubella е вид десетоного от семейство Atyidae. Видът не е застрашен от изчезване.

## Разпространение
Разпространен е в Нова Каледония, Филипини и Япония (Кюшу).